# The Singularity Is Near
The Singularity Is Near: When Humans Transcend Biology är en bok om artificiell intelligens och mänsklighetens framtid av uppfinnaren och futurologen Ray Kurzweil från 2005.
Kurzweil beskriver sin "law of accelerating returns" som förutsäger en exponentiell ökning av teknologier som datorer, genetik, nanoteknik, robotik och artificiell intelligens. Han säger att detta kommer att leda till en "teknologisk singularitet" år 2045, en punkt då framstegen är så snabba att de överträffar människans förmåga att förstå dem.
Kurzweil förutspår att de teknologiska framsteg kommer irreversibelt förändra människor när de förstärker sina sinnen och kroppar med genetiska förändringar, nanoteknik och artificiell intelligens. När den teknologiska singulariteten har nåtts, kommer maskinintelligensen att vara oändligt mycket starkare än all mänsklig intelligens tillsammans. Efter det kommer intelligens att stråla utåt från planeten tills den mättar universum.

## Bokens disposition
- Kapitel 1: The Six Epochs
- Kapitel 2: A Theory of Technology Evolution: The Law of Accelerating Returns
- Kapitel 3: Achieving the Computational Capacity of the Human Brain
- Kapitel 4: Achieving the Software of Human Intelligence: How to Reverse Engineer the Human Brain
- Kapitel 5: GNR: Three Overlapping Revolutions
- Kapitel 6: The Impact . . .
- Kapitel 7: Ich bin ein Singularitarian
- Kapitel 8: The Deeply Intertwined Promise and Peril of GNR

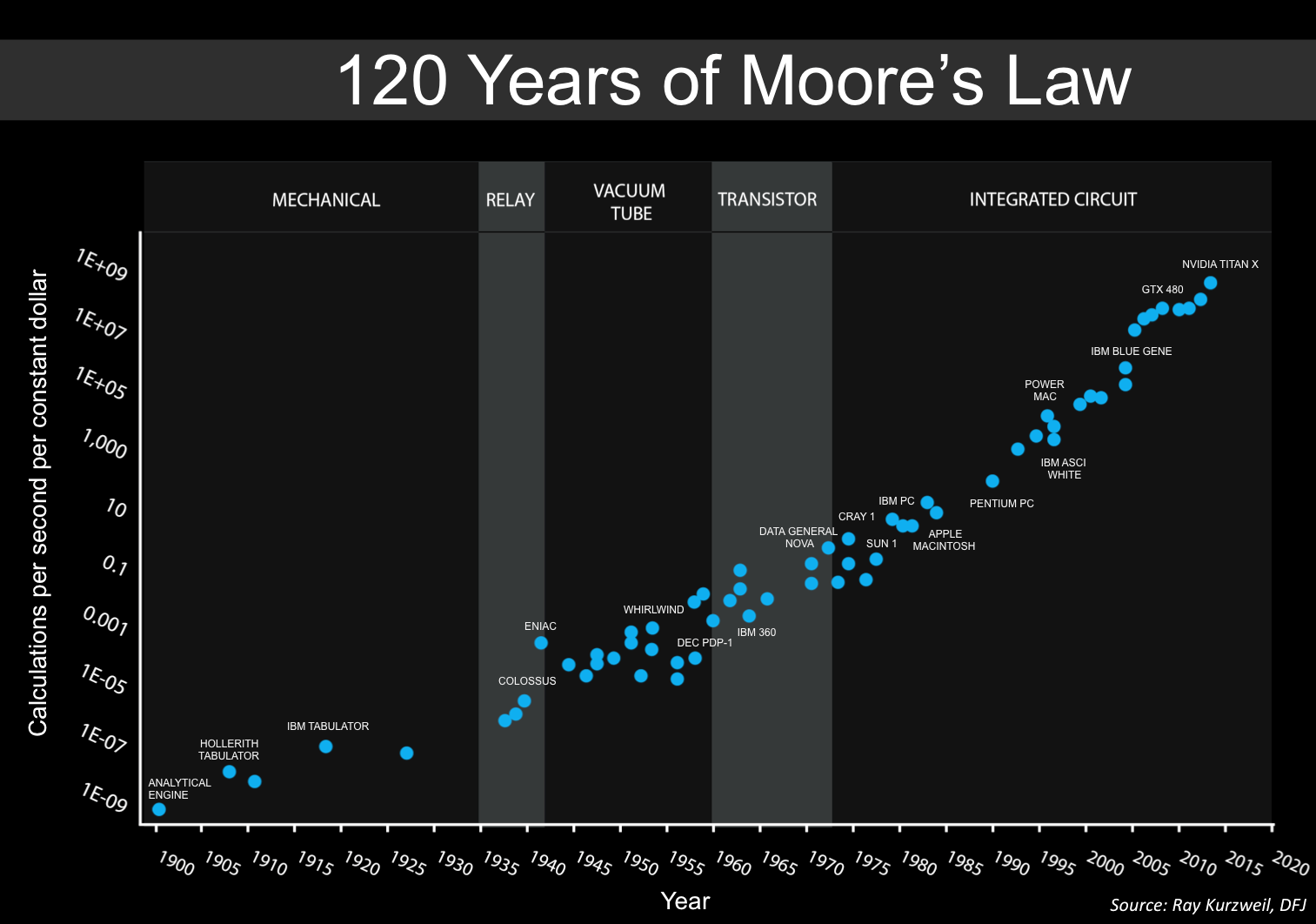
En uppdaterad version av en av Kurzweils grafer som finns i boken. Den visar Kurzweils version av Moores lag under en period av 120 år. De 7 senaste datapunkterna är alla NVIDIA GPUs.

- Kapitel 9: Response to Critics